# Печера 50 років комсомолу Узбекистану
Печера 50 років комсомолу Узбекистану (рос. 50 лет комсомолу Узбекистана) — карстова печера в Самаркандській області Узбекистану, на плато Кирктау, східних відрогах Зеравшанського хребта, гірської системи Паміро-Алай. Печера вертикального типу простягання. Загальна протяжність — 270 м. Глибина печери становить 140 м. Категорія складності проходження ходів печери — 2А.